# Альфредо Ді Стефано (стадіон)
Стадіон «Альфредо Ді Стефано» (ісп. Estadio Alfredo Di Stéfano) — футбольний стадіон у Мадриді. Стадіон «Альфредо Ді Стефано» є тренувальною базою футбольного клубу «Реал Мадрид». Також на ній проводить свої домашні матчі «Реал Мадрид Кастілья».
Стадіон на 6 000 місць, зведений в 2006 році, був названий на честь колишнього президента «Кастільї» і колишнього гравця команди, який став найкращим футболістом в історії клубу, Альфредо Ді Стефано.

## Історія
Стадіон відкрився матчем між «Реалом» і французькою командою «Реймс» 9 травня 2006 року, ставши символічним повторенням першого фіналу Кубка європейських чемпіонів 1956 року, в якому брав участь і сам Альфредо Ді Стефано, здобувши трофей. Цього разу «вершкові» також виграли, здобувши перемогу 6:1, а голи забивали Кассано (2), Сольдадо (2), Серхіо Рамос і Хурадо. До цього на новому стадіоні пройшла зустріч ветеранів «Реала» і збірної Іспанії, яка закінчилася перемогою «Бланкос» з рахунком 1:0.
Перший офіційний матч на арені пройшов 21 травня 2006 року, коли в рамках 38 туру Сегунди «Реал Мадрид Кастілья» зіграв проти «Малаги Б» (4:1). У складі господарів голами відзначились голами Хав'єр Бальбоа та Роберто Сольдадо, який зробив хет-трик, та став автором першого офіційного голому, забитого на стадіоні.
У квітні 2020 року було підтверджено, що перша команда «Реала» проведе останні 6 домашніх матчів Ла Ліги сезону 2019/2020 на стадіоні «Альфредо Ді Стефано».  Причиною стало те, що на стадіоні «Сантьяго Бернабеу» почалася реконструкція, що стала можливою завдяки обмеженням, накладеним урядом Іспанії, який постановив провести решту сезону 2019/20 та початок 2020/21 без глядачів через пандемію коронавірусу. Перший матч «вершкові» проведи на стадіоні в неділю, 14 червня, проти «Ейбара» (3:1). В дебютній для стадіону грі іспанської Прімери в складі господарів забивали Тоні Кроос , Серхіо Рамос і Марсело Вієйра, а за гостей відзначився Педро Бігас.
З цієї ж причини у серпні 2020 року на стадіоні вирішили провести матч збірної Іспанії, яка за порожніх трибун 6 вересня прийняла збірну України в рамках Ліги націй 2020/21